# Fiebre de origen desconocido
La fiebre de origen desconocido (FOD) se refiere a una condición en la que un individuo tiene una temperatura elevada a pesar de que las investigaciones médicas no encuentran una causa o etiología. De encontrarse la causa, por lo general es consecuencia de un diagnóstico de exclusión, es decir, el eliminar todas las posibilidades hasta que solo una explicación queda, la cual se toma como la correcta.

## Definición
En 1961 Petersdorf y Beeson sugirieron los siguientes criterios:
- Fiebre mayor de 38,3 °C en varias ocasiones
- Persistencia sin diagnóstico por lo menos 3 semanas
- Al menos una semana de investigaciones hospitalarias

Una alternativa es la clasificación de Brune-Dilly-Kilmartin-McCarthy para las fiebres de origen desconocida se define como una fiebre ocasional mayor de 38,3 °C por tres semanas o mayor de 37,5 °C consistentemente por 2 semanas sin diagnóstico después de que se hayan realizado exámenes durante una semana de hospitalización.
Actualmente, la FOD se codifica en cuatro subclases.

### FOD clásica
Se refiere a la clasificación original de Petersdorf y Beeson. Se ha incluido las situaciones no hospitalarias como reflejo de la práctica médica más tradicional en la que el individuo consulta a un centro no hospitalario. La definición actual requiere que el individuo haya hecho tres visitas no-hospitalarias o que haya estado tres días en un hospital, o bien que haya pasado una semana con investigaciones ambulatorias «inteligentes e invasivas». Los estudios de este tipo de casos demuestran que hay cinco categorías o condiciones generales causales: 
- Infecciones, por ejemplo, abscesos, endocarditis, tuberculosis e infecciones urinarias complicadas;
- Neoplasias, como los linfomas y leucemias;
- Enfermedades del tejido conectivo, por ejemplo, arteritis temporal, polimialgia reumática, enfermedad de Still, lupus eritematoso sistémico y la artritis reumatoidea;
- Trastornos misceláneas, como la hepatitis alcohólica, condiciones granulomatosas, etc.
- Condiciones no diagnosticadas.[1][3]

### Nosocomial
La FOD nosocomial se refiere a pirexia en pacientes que han sido admitidos al hospital por al menos 24 horas. Por lo general se asocia a factores hospitalarios como una operación quirúrgicas, el uso de catéteres urinarios, dispositivos intravasculares como el cateterismo de la arteria pulmonar, fármacos como la colitis Clostridium difficile inducida por antibióticos, inmovilización, etc. La sinusitis en la Unidad de Cuidados Intensivos está asociada a túbos nasogástricos y orotraqueales. Se deben considerar otras situaciones como la tromboflebitis superficial o profunda, tromboembolismo pulmonar, reacciones por transfusión de sangre, colecistitis acalculosa, tiroiditis, abstinencia alcohólica, insuficiencia adrenal, pancreatitis, etc.

### Neutropénica
La inmunodeficiencia puede verse en pacientes que estén recibiendo quimioterapia o en neoplasias hematológicas malignas. La fiebre se acompaña con un recuento de neutrófilos menor a 500μL (neutropenia) o una deficiencia en la inmunidad celular. Ciertas infecciones tienden a ser las causas más frecuentes, como la aspergilosis y la candidemia.

### Asociada al VIH
Los pacientes infectados con el virus del VIH pertenecen a un subgrupo de la FOD neutropénica y, con frecuencia, tienen fiebre. La fase primaria muestra una fiebre a partir de la aparición de síntomas parecidos a una mononucleosis. En los estados más avanzados del sida, la fiebre es principalmente por causa de una enfermedad superimpuesta a la infección del VIH.

## Etiología
Las infecciones, en especial la tuberculosis pulmonar es la causa más importante de FOD y en el anciano lo es la enfermedad multisistémica. La fibre medicamentosa, como único síntoma de una reacción adversa a medicamentos, debe ser sospechada. La diseminación de granulomatosis, como la histoplasmosis, coccidiomicosis, blastomicosis y sarcoidosis a menudo se asocian con la FOD. También se debe descartar una endocarditis, aunque no sea tan frecuente. En niños, las infecciones son la causa más común de FOD, mientras que en ancianos lo son las colagenopatías y neoplasias. Al transcurrir más de un año sin un diagnóstico definitivo, se disminuyen la frecuencia de una infección o una neoplasia y las enfermedades granulomatosas se vuelven las etiologías más frecuentes.

## Diagnóstico
El diagnóstico debe incluir una historia clínica meticulosa, incluyendo los familiares, viajes a lugares endémicos, etc. El examen físico es indispensable para la detección de lesiones, así como una gama de exámenes de laboratorio. Puede que se requiera otras investigaciones para auxiliar la conclusión clínica. Un ultrasonido puede revelar colelitiasis, una ecocardiografía puede ser necesaria en la sospecha de endocarditis y una TAC puede demostrar una infección o una neoplasia de órganos internos. Otra técnica es el escaneo con Galio-67, el cual parece ser capaz de visualizar infecciones crónicas con más eficacia. Ciertas técnicas invasivas como la biopsia y laparotomía para el examen bacteriológico puede ser requerido antes de que sea posible llegar a un diagnóstico definitivo.
La tomografía por emisión de positrones, por lo general con fluorodesoxiglucosa marcada, ha sido reportada como un examen de una sensibilidad de 84% y una especificidad de un 86% para la localización de la fuente de una fiebre de origen desconocida.
A pesar de todo esto, el diagnóstico puede que no sea más que el producto del tratamiento que de resultados. Cuando el paciente se mejora al dejar de tomar sus medicamentos, puede que haya sido una fiebre medicamentosa. Cuando un antibiótico o antimicótico dan resultado, el origen probablemente fue infecciosa. Los ensayos con terapéuticas empíricas deben ser usados en aquellos pacientes en quienes otras técnicas han fallado.

## Tratamiento
A menos que el paciente se encuentre en una enfermedad aguda, la terapia no debe comenzarse hasta que se haya encontrado una causa. Ello se debe a que una terapia no específica rara vez es efectiva y por lo general retarda el diagnóstico. Una excepción se presenta cuando el paciente está neutropénico, es decir, con un conteo de glóbulos blancos muy bajo, por razón de que un retardo en el tratamiento puede conllevar a complicaciones severas. Después de obtener hemocultivos en estos casos, se acostumbra una terapia agresiva con antibióticos de amplio espéctro. Los antibióticos se ajustan de acuerdo a los resultados del hemocultivo.
Los pacientes infectados con VIH que presenten fiebre e hipoxia, se debe comenzar a tratar con medicamentos en contra de una posible infección por Pneumocystis jiroveci. El tratamiento se ajusta una vez que se ha llegado a un diagnóstico correcto.

## Pronóstico
Debido a que hay un amplio espectro de condiciones asociadas con la FOD, el pronóstico dependerá de cada caso en particular. Si después de 6 a 12 meses, no se ha conseguido un diagnóstico, la probabilidad de encontrar una causa específica se hace mucho menor. Sin embargo, aún en esas condiciones, el pronóstico es generalmente favorable.